# Црква Светог Јосипа у Крагујевцу
Црква Светог Јосипа у Крагујевцу најстарија је католичка црква у Србији. Основана је 1883. године, а посвећена је Светом Јосипу, заручнику Блажене Девице Марије.
Иако католички свештеник у Крагујевцу службује од самог оснивања цркве, зграда цркве не постоји, већ се за службу од самог почетка користи капелица смештена у за то посебно намењеној соби жупниковог дома. Налази се у самом центру Крагујевца, недалеко од трга Код крста, у улици Кнегиње Љубице 1.
Жупа Светог Јосипа, са седиштем у Крагујевцу, основана је 1923. Покрива Шумадију и део поморавског краја. Припада Нишком деканату.

## Историја
Kада се Србија ослободила и почела да развија своју индустрију, у коју су се у великом броју укључивали стручњаци католици из иностранства, у Крагујевцу је већ у другој половини 19. векa био организован пасторални центар.

### Први свештеници
Први стални свештеник у Крагујевцу био је отац Чезаре Тондини де Кваренги (Cesare Tondini de Quarenghi), којег је 1883. године, на молбу бискупа Штросмајера у Србију упутила Света столица. Одлично је владао руским језиком, а пре примања службе пола године је провео код бискупа Штросмајера у Ђакову,  како би добро научио српски и преузео бригу за католике у унутрашњости Србије, изван Београда. Биле су му блиске Штросмајерове идеје о зближавању католицизма и православља.
Настанио се у Крагујевцу, где је тада у фабрикама било запослено преко 600 стручњака и радника католичке вероисповести, уз многе који су живели у другим местима. Као свом делегату бискуп му је дао велика овлашћења (vicem gerens). За француске раднике једно време дошао је као испомоћ отац Марбо (Marbeau), али о њему нема тачнијих података. Матичне књиге службено почињу да се воде 1885. године, па од тада постоје и поузданији подаци.
Отац Тондини је опслуживао и католике у Нишу, њих око 200 стално настањених, за које је 1884. подигао капелу, а следеће године и основну школу. Такође је бринуо и за око 1000 радника ангажованих на изградњи пруге према Софији и у разним рудницима. Међутим, већ 1885. године је, због отпора у Србији, био принуђен да своју мисију настави у Црној Гори. Заменио га је Антун Вј. Едингер.
Садашњи жупник Стјепан Винојчић опслужује католичке вернике који живе у 40 градова централне Србије.

### Период између два светска рата
Током Првог светског рата католичка црква у Србији претрпела је штету као и остатак земље, па је после рата требало почети све из почетка. Неко време је о католицима у унутрашњости Србије (изван Београда) водио рачуна апостолски администратор Србије Фердинанд Хрди (Hrdy), али се од 1923. као душебрижник у Крагујевцу помиње Иван Винодолац. Зато се приликом оснивања Београдске надбискупије наводило да Надбискупија има три жупе: Београд, Ниш и Крагујевац, иако ниједна тада није била правно основана жупа. До тога је дошло тек 1927, када су према канонским прописима правно постављени први жупници.

### Други светски рат
За време Другог светског рата било је у Крагујевцу и околини много католичких избеглица, нарочито Словенаца, али они су се после рата вратили у Словенију. Данас се не зна чак ни приближан број верника.

## Зграда цркве
По доласку у Крагујевац отац Тондини је имао скромну капелу у приватној кући. Ни он ни његови наследници до данас нису успели да саграде црквену зграду, упркос томе што је иницијатива о подизању цркве у Крагујевцу постојала је и пре и после Другог светског рата. Последња иницијатива за решење проблема простора Римокатоличке цркве у Крагујевцуу 20. веку била је покренута 1966. године, када је било речи о томе да се Црква Светог Јосипа измести у зграду женског диспанзера у Улици Светозара Марковића, такође у центру града, али се од те идеје, из неког разлога, одустало.
Данас се Црква Светог Јосипа налази у једној просторији жупниковог дома, објекту који је до 1925. био болница и који је нагрижен зубом времена. Недавно је поново био постигнут споразум о грађевинској локацији. Године 2018. београдски надбискуп Станислав Хочевар и представници локалне самоуправе разговарали су и о могућности реконструкције куће у којој се налази капела.